# بيرنيل هاردا
بيرنيل موسيغارد هاردا (بالدنماركية: Pernille Mosegaard Harder) (ولدت في 15 نوفمبر 1992) هي لاعبة كرة قدم دنماركية محترفة تلعب كمهاجمة لنادي فولفسبورغ للسيدات، وكذلك لمنتخب الدنمارك لكرة القدم للسيدات، والذي أصبحت الكابتن فيه منذ عام 2016. وقد لعبت لأول مرة مع المنتخب الوطني في 2009.

## المسيرة الكروية في النادي
قبل التوقيع مع نادي لينكيبيتغز في يونيو 2012 لعبت هاردا لصالح ناديي فيبورغ وسكوفباكن في الدنمارك. وكان نادي سكوفباكن قد تعاقد مع هاردا وزميلتها صوفي يونغي بيدرسن في أبريل 2010، تقديرا لمهارتهما.
اختارت هاردا ناديًا سويديًا لوجهتها التالية لأنها تريد تحديًا جديدًا، ولكن أيضًا لأنها أرادت البقاء في الدول الإسكندنافية. في سبتمبر 2013، سجلت كل الأهداف الأربعة في فوز لينكيبنغز بنتيجة 4-1 ضد نادي سونانا.
في الموسم الرياضي لكرة القدم السويدية للسيدات 2015، سجلت 17 هدفاً في 22 مباراة لـصالح فريق لينكيبنغ، حيث فازت بسلسلة من الجوائز الوطنية بما في ذلك «مهاجم العام» (بالسويدية: Årets Anfallare) و«نادي العام» (بالسويدية: Allrets Allsvenska Spelare) في حفل توزيع الجوائز السنوي، شاركت مع زلاتان إبراهيموفيتش الفائز باللقب، ووصفتها المدربة الوطنية السويدية بيا سوندهيج بأنها «موهوبة للغاية» و «عالمية المستوى» كما تم التصويت على هاردا أيضًا كأفضل لاعب كرة قدم في الدنمارك لعام 2015. في يونيو 2016، كان هاردر من بين 30 شخصية محلية تم تعيينها في جدار الشهرة من قبل بلدية لينكيبينغ.
استمتعت هاردا بمزيد من النجاح في الموسم الرياضي لكرة القدم السويدية للسيدات 2016، حيث احتفظت بجائزة أفضل لاعب في الدوري. حققت أهدافها في 23 هدفاً جائزة أفضل هداف وساعدت نادي لينكيبينغ على الفوز بلقب الدوري السويدي. كانت هدف أكبر الأندية في كرة القدم النسائية لتقلها إليهم، أعلن وكيل هاردا في نوفمبر 2016 أنها سوف تغادر لينكيبينغ لتحدي جديد. في ديسمبر 2016، تم الإعلان عن أن هاردا قد وقعت عقدًا لمدة عامين ونصف مع نادي فولفسبورغ للسيدات يبدأ من يناير 2017.

## المسيرة الكروية مع المنتخب الوطني
في أول كأس العالم للسيدات تحت 17 سنة 2008 في نيوزيلندا، كان هاردا جزءاً من فريق الدنمارك الذي فاز بمجموعته قبل أن يخسر 4-0 أمام كوريا الشمالية في ربع النهائي. مع بلوغها 16 عامًا، ساهمت بهاتريك في ثلاثية للفوز 15-0 على جورجيا في أول مشاركة دولية لها في أكتوبر 2009، وواصلت التسجيل بانتظام للفريق الدنماركي منذ ذلك الحين.
قامت هاردا بتسجيل مزيد من الأهداف بهاتريك ضد النمسا وأرمينيا في عام 2011 وروسيا في عام 2013. وقد ورد إسمها في تشكيلة فريق الدنمارك لنهائيات بطولة أمم أوروبا للسيدات 2013. مع تسعة أهداف كانت هداف الفريق الأول في التصفيات.
في أكتوبر 2013، فازت هاردا بالفوز ال50 للدنمارك في فخ التعادل 1-1 مع صربيا. وسجلت هدف الدنمارك في المباراة. في مارس 2016، تم تعيين هاردا كابتن الفريق الوطني.
في عام 2017، ورد إسمها في تشكيلة فريق الدنمارك لنهائيات بطولة أمم أوروبا للسيدات 2017. وقادت الفريق إلى المباراة النهائية وسجلت هدفاً في هزيمة الدنمارك 4-2 من قبل فريق هولندا المضيف. فازت بالمركز الثاني بعد ليكي مارتنس في جائزة أفضل لاعبة في أوروبا لموسم 2016-2017.

## الحياة الخاصة
هاردا مثلية الجنس بشكل علني. وهي في علاقة عاطفية مع زميلتها السابقة في نادي لينكيبينغز والاعبة السويدية الدولية ماغدالينا أريكسون.

## التكريمات والجوائز

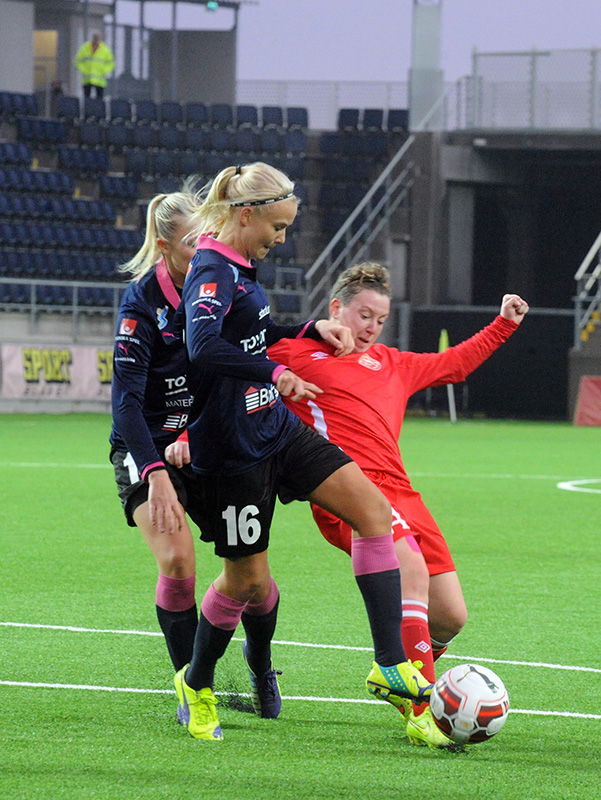
هاردا في عمر 16 وهي تلعب مع فريق لينكيبنغ في دوري أبطال أوروبا للسيدات عام 2014

### النادي
- لينكيبنغ
  - الفائزة بلقب الدوري السويدي 2016
  - الفائزة بلقب كأس السويد 2014، 2015
- فولفسبورغ
  - الفائزة بالدوري الألماني 2016-2017، 2017–18
  - الفائزة بكأس منافسات كرة القدم الألمانية للسيدات 2016-2017، 2017–18
  - الفائزة بمركز الوصيف في دوري ابطال أوروبا 2017-18

### البلد
- بطولة أمم أوروبا للسيدات 2013: الدور نصف النهائي
- بطولة أمم أوروبا للسيدات 2017: المركز الثاني

### المستوى الفردي
- 2010: جائزة اللاعب الصاعد الدنماركي لهذا العام
- 2015: جائزة لاعب كرة القدم الدنماركي لهذا العام
- 2015: أفضل لاعب في الدوري السويدي
- 2015: مهاجمة السنة في الدوري السويدي
- 2016: لاعبة كرة القدم الدنماركي لهذا العام
- 2016: أفضل لاعب في الدوري السويدي
- 2016: مهاجمة السنة في الدوري السويدي
- 2016: جائزة أفضل هداف في الدوري السويدي

2017: دوري أبطال أوروبا للسيدات 2016–17
2017: بطولة أمم أوروبا للسيدات 2017
2017: لاعب كرة القدم الدنماركي لهذا العام
2018: جائزة أفضل هداف في الدوري الألماني
2018: دوري أبطال أوروبا للسيدات 2017-18
2018: جائزة أفضل لاعبة في أوروبا

## روابط خارجية
- بيرنيل هاردا على موقع الاتحاد الدولي (مؤرشف)  (الإنجليزية)
- بيرنيل هاردا على موقع الاتحاد الأوربي (الإنجليزية)
- بيرنيل هاردا على موقع اتحاد السويد (السويدية)
- بيرنيل هاردا على موقع قاعدة بيانات كرة القدم.إي يو (الإنجليزية)
- بيرنيل هاردا على موقع Soccerway.com (الإنجليزية)
- بيرنيل هاردا على موقع عالم كرة القدم.نت (الإنجليزية)